# Voetbalkampioenschap van Saale 1920/21
In 1920/21 werd het veertiende voetbalkampioenschap van Saale gespeeld, dat georganiseerd werd door de Midden-Duitse voetbalbond. De eindstand van de competitie is niet meer bekend, enkel dat Hallescher FC Wacker kampioen werd en zich plaatste voor de Midden-Duitse eindronde. Hier werd de club kampioen en plaatste zich zo voor het eerst voor de eindronde om de landstitel. Wacker versloeg eerst Vereinigte Breslauer Sportfreunde en verloor dan in de halve finale met 5:1 van 1. FC Nürnberg. Clubs uit de competitie van Saale-Elster speelden dit jaar in de tweede klasse, hiervan zijn geen standen meer bekend.
In tegenstelling tot vorig seizoen is ook niet bekend welke clubs deelnamen. Men kan ervan uitgaan dat de zeven clubs die in 1919/20 en 1921/22 in de 1. Klasse speelden dat ook in 1920/21 deden. Of de drie clubs die er in 1921/22 bijkwamen ook al dit seizoen in actie kwamen is niet bekend.

## Kreisliga
| Plaats | Club                      |
| ------ | ------------------------- |
| 1.     | Hallescher FC Wacker 1900 |
| ?      | SV 1898 Halle             |
| ?      | VfL Halle 96              |
| ?      | FV Sportfreunde Halle     |
| ?      | VfL 1912 Merseburg        |
| ?      | SpVgg Borussia 02 Halle   |
| ?      | SV Favorit Halle          |

|  | Kampioen, geplaatst voor de Midden-Duitse eindronde |